# アーサー・ニコルソン (初代カーノック男爵)
初代カーノック男爵アーサー・ニコルソン（英語: Arthur Nicolson, 1st Baron Carnock, GCB, GCMG, GCVO, KCIE　1849年9月19日 - 1928年11月5日）は、イギリスの外交官、貴族。1899年から1916年にかけては第11代準男爵サー・アーサー・ニコルソン（Sir Arthur Nicolson, 11th Baronet）を称した。

## 略歴
第10代准男爵、サー・フレデリック・ニコルソン提督とその妻メアリー・ロッチの間に長男として生まれる。ラグビー校を経てオックスフォード大学ブレイズノーズ・カレッジに進学したが、学位を取得せずに退学。1899年、准男爵位を継ぐ。1907年、サンクトペテルブルクにて英露協商に調印した。

## キャリア
- 外務省勤務 1870年 - 1874年
- 外相グランヴィル伯爵付き秘書 1872年 - 1874年
- 在ドイツ大使館三等書記官 1874年 - 1876年
- 在清国公使館二等書記官 1876年 - 1878年
- 在アテネ代理公使 1884年 - 1885年
- 在テヘラン代理公使・書記官 1885年 - 1888年[2]
- 在ブダペスト総領事 1888年 - 1893年
- 在オスマン帝国イギリス大使（英語版）館 1894年
- 在タンジール公使 1895年 - 1904年
- 在スペイン大使 1904年 - 1906年
- 在ロシア大使 1906年 - 1910年
- 外務省事務次官 1910年 - 1916年

## 家族
1882年に近衛第5竜騎兵連隊所属の将校アーチボルド・ローワン・ハミルトンの娘であるメアリー・キャサリン・ハミルトンと結婚し、3人の男子、1人の女子をもうけた。
- フレデリック・アーチボルド - 第2代カーノック男爵
- アースキン - 海軍軍人。第3代カーノック男爵
- ハロルド - 外交官、作家、庶民院議員。ヴィタ・サックヴィル＝ウェストの夫。
- クレメンティーナ・グウェドレン・キャサリン

## 栄典
出典
1916年、カウンティ・オブ・スターリングにおけるカーノックのカーノック男爵（Baron Carnock, of Carnock in the County of Stirling）に叙される。
- インド帝国勲章ナイト・コマンダー - 1888年受章
- 聖マイケル・聖ジョージ勲章
  - コンパニオン章 - 1886年受章
  - ナイト・グランド・クロス章 - 1906年受章
- バス勲章
  - ナイト・コマンダー章 - 1901年6月27日受章、同年7月2日官報告示[4]（モロッコから特別外交使節団訪英に際して）[5]
  - ナイト・グランド・クロス章 - 1907年受章
- ロイヤル・ヴィクトリア勲章
  - ナイト・コマンダー章 - 1905年受章
  - ナイト・グランド・クロス章 - 1907年受章

## 著書
「the History of the German Constitution」(1873年)